# Diastema urticifolium
Diastema urticifolium är en tvåhjärtbladig växtart som först beskrevs av Eduard Friedrich Poeppig, och fick sitt nu gällande namn av George Bentham och Wilhelm Gerhard Walpers. Diastema urticifolium ingår i släktet Diastema och familjen Gesneriaceae. Inga underarter finns listade i Catalogue of Life.